# Tron: Maze-A-Tron
Tron: Maze-A-Tron é um jogo eletrônico de rolagem lateral e ação desenvolvido e publicado pela Mattel em 1982 para sua plataforma Intellivision. Sua produção se deu em paralelo com a do filme no qual é baseado, Tron, sendo que algo semelhante ocorreu com Tron: Deadly Discs. A Mattel planejava portar o jogo para o Atari 2600, mas no decorrer do processo um produto totalmente diferente surgiu: Adventures of Tron.

## Jogabilidade
O jogador assume o papel de Flynn, um jovem programador transportado para o coração de um computador para encontrar e desmantelar o tirânico MCP. Maze-A-Tron possui duas fases. Na primeira, o jogador controla o personagem através de um labirinto que lembra os circuitos internos de um computador, com a tela rolando lateralmente sozinha. O jogador pode mudar a direção que a tela se move ao entrar num flip-flop, e seu objetivo é obter zeros ao entrar em circuitos sequenciais. Esses zeros deverão ser usados para anular chips RAM e, assim, conseguir acessar a próxima fase. O jogador deve evitar contato com Recognizers, aeronaves presentes no filme, a não ser que ative seu escudo - o que custa energia, que pode ser obtida ao entrar em transformadores. Na segunda fase, o jogador enfrenta o MCP. Agora, deve atirar seu disco de identificação em pares de bits que sejam compatíveis com números mostrados nos cantos superiores da tela. O MCP tentará acertar o jogador com raios durante esta fase, havendo um número limitado de vezes que se pode ser atingido - o que ocorre quando se esquece de acionar o escudo de Flynn. Ao completar as duas fases, o jogo recomeça com um nível de dificuldade maior.